# Armide (Gluck)

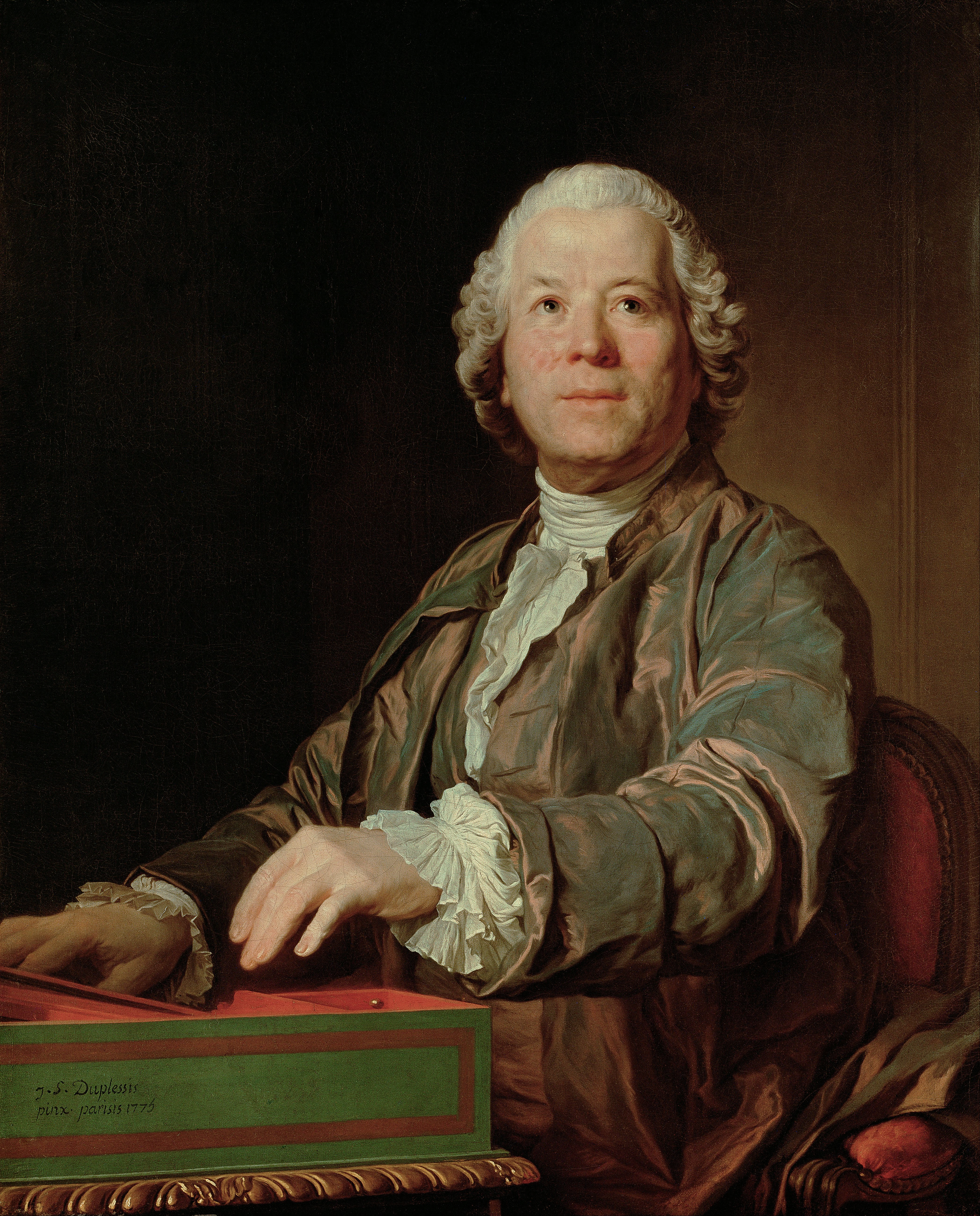
Christoph Willibald Gluck

Armide är en tysk opera i fem akter med musik av Christoph Willibald Gluck och libretto av Philippe Quinault, efter Torquato Tassos epos La Gerusalemme liberata (Det befriade Jerusalem).

## Historia
Gluck använde sig av samma libretto som Quinault hade skrivit till Lullys opera Armide (1686). Han tog bara bort prologen och lade till några verser i akt III. Detta var ett medvetet stilbrott mot den franska operan, då Gluck ville visa hur en modern kompositör kunde fräscha upp den konventionella fem-aktsoperan. Uruppförandet skedde den 23 september 1777 på Palais-Royal i Paris. Operan utlöste en häftig debatt mellan "gluckister" och "piccinnister", inte minst därför att den neapolitanske ambassadören hade bjudit in Piccinni till Paris för att tävla med Gluck, men Armide blev en succé som inte kunde bortförklaras ens av motståndarna.
Svensk premiär den 24 januari 1787 på Kungliga Operan i Stockholm.

## Personer
- Armide, trollkvinna och prinsessa av Damaskus (sopran)
- Renaud (Rinaldo), en korsriddare (haute-contre)
- Phénice, Armides förtrogna (sopran)
- Sidonie, Armides förtrogna (sopran)
- Hidraot, trollkarl, kung av Damaskus (baryton)
- Aronte, vakt av Armides tillfångatagna riddare (baryton)
- Artémidore, en riddare (tenor)
- Hatet (kontraalt)
- Ubalde, en riddare (baryton)
- Den danske riddaren, Ubaldes vän (tenor)
- En demon i form av en vattennymf (sopran)
- En demon i form av Lucinde, den danske riddarens älskade (sopran)
- En demon i form av Melisse, Ubaldes älskade (sopran)
- En herdinna (sopran)

## Handling
Akt I
På ett torg i Damaskus prisas trollkvinnan Armide för att ha överlistat och tillfångatagit ett gäng korsfarare. Dock har korsfararen Renaud lyckats undkomma. Hennes farbror, kung Hidraot, ber henne att försaka kriget för kärlekens skull men hon svär att hon endast kommer att gifta sig med Renauds baneman. Nyheter kommer att Renaud har frigivit de tillfångatagna korsfararna.
Akt II
I närheten har Renaud blivit förtrollad av demoner ditsända av Armide och Hidraot. Armide är fast besluten att döda Renaud men när hon ser honom fylls hon av kärlek. Demonerna för bort dem till en öken.
Akt III
Armide förstår att Renauds kärlek bygger på magi. Hon tillkallar Hatet för att utplåna hennes kärlek men avstår i sista ögonblicket.
Akt IV
Två riddare sänds ut för att finna Renaud. De förses med magiska vapen som klarar av demonerna och kan motstå alla förföriska andar.
Akt V
I Armides förtrollade slott sjunger Armide och Renaud om sin kärlek. Hon lämnar honom men de två riddarna anländer och friger honom från hennes trollkraft. Armide återvänder och ber förgäves Renaud att stanna kvar. Ensam kvar rasar Armide med stigande desperation innan hon tillkallar andarna att förstöra slottet.